# Kenta Nishimura
Pour les articles homonymes, voir Nishimura.
Kenta Nishimura (西村 賢太, Nishimura Kenta), né le 12 juillet 1967 à Edogawa et mort le 5 février 2022 à Tokyo, est un écrivain japonais.

## Biographie
Kenta Nishimura fait connaissance à 23 ans de l’œuvre de l'écrivain Fujisawa Seizō. La collection d'œuvres et de souvenirs de Fujisawa le motive à devenir lui-même écrivain. Pour ses débuts, son roman Ankyo no yado lui vaut d'être couronné en 2007 du prix Noma de littérature pour nouveaux auteurs. Il est lauréat en 2010 du prix Akutagawa pour Kueki ressha. Il a déjà été nommé pour le prix Kawabata. Influencé par l'exemple de Fujisawa, Nishimura est un représentant du genre du roman « je ».

## Source
- (en) Books from Japan - Authors - Kenta Nishimura

- (de) Cet article est partiellement ou en totalité issu de l’article de Wikipédia en allemand intitulé « Kenta Nishimura » (voir la liste des auteurs).